# ムービング・ゴールポスト
ムービング・ゴールポスト（英: Moving the goalposts、shifting the goalposts）とは、サッカー等の競技から派生した隠喩。プロセスや試合の規準（ゴール）を、自身に対して、有利な新しい規準・合意基準に勝手に変更する行為、協定を含む国家間合意又は国際法を守らない又は一方的な条件変更をする国への批判的外交用語にも用いられる。別名「動くゴールポスト」。

## 起源
このフレーズは英語に起源があり 、サッカーなどのスポーツで使うゴールポストから派生した。
この比喩的な用法は片方が既に約束事や契約内容など、両者で決めたことを履行していた後にもう片方が自らに有利にするためにゴールを動かそうとする不公平さを仄めかしている。

## 外交用語
約束・宣言・合意・条約などを勝手に変更や無視して向こうの決めた事を履行せずに、相手国に知らぬ存ぜぬで追加要求をする状況を意味する時に特に使われる。　
時事通信によると英語の慣用表現由来である。時事や産経新聞によると、慰安婦合意や日韓基本条約における日韓請求権協定など韓国政府が日本政府と合意した内容を遵守しないことについて、頻繁に使われる表現。日本側が韓国側へ「国と国との約束を守るべきだ」と批判し、「ゴールポストはまた動くのか」などという形で双方で合意した事柄への片側による一方的な条件変更の意味で使用される。2015年頃にはCNNやBBCなど欧米メディアでも韓国側の執拗な対日外交姿勢に疑問を向け始め、韓国に批判的な報道が出てきている。産経新聞によると、日本も韓国にゴールポストを動かされてきた経験から、2015年時点で「韓国にいくら譲っても結局、ゴールポストを動かされるだけ」として、譲歩しないようになってきた。　
2017年に安倍晋三首相は、日韓議員連盟の河村建夫議員と面会した際に、慰安婦問題の「最終的かつ不可逆的な解決」を確認した日韓合意を見直す動きが韓国国内で出ていることを念頭に「またゴールポストが動くことは絶対にあり得ない」と釘を刺した。2021年5月に茂木敏充外相が日韓合意を遵守しない慰安婦問題における韓国政府を、「韓国によってせっかくのゴールポストが常に動かされる状況がある」と述べている。